# Донаньи, Эрнст фон
Эрнё Донаньи (венг. Ernő Dohnányi  [ˈɛrnø ˈdohnaːɲi]; 27 июля 1877, Братислава, Австро-Венгрия — 9 февраля 1960, Нью-Йорк, США) — венгерский композитор, пианист и дирижер, педагог.

## Биография
Родился в городе По́жонь (венг. Pozsony) Королевства Венгрии, Австро-Венгерской империи (сегодня Братислава, столица Словакии). Обучение музыке начал в 6 лет под руководством своего отца, профессора математики и виолончелиста-любителя. В 1885—1893 учился игре на фортепиано и органе у Карла Форстнера (венг. Forstner Károly), органиста кафедрального собора в Пожони (у него же позже изучал гармонию). В 1886 г. поступил в гимназию. В том же году, 3 ноября, в гимназии состоялось его первое публичное выступление — он участвовал в исполнении фортепианного квартета соль минор Моцарта. Первый сольный концерт Эрнст дал 28 декабря 1890 г. (Ноктюрн op.31 Шопена, Скерцо си минор Мендельсона, 8-я Рапсодия Листа и собственные сочинения — две фантазии и скерцо). В гимназические годы играл на органе в кафедральном соборе Пожони, в евангелической церкви в Брезнобанья и на субботних мессах в гимназии. В 1893—1897 учился в Академии музыки в Будапеште у Иштвана Томана и Ганса фон Кёслера, где его одноклассником был Бела Барток. К этому времени относится первая публикация его произведения — Фортепианного квинтета до минор, заслужившего одобрение Иоганнеса Брамса. В 1897 брал уроки у Эжена д’Альбера.
Дебютировал как пианист в 1897 г. в Берлине и Вене. С успехом гастролировал в Западной Европе (1898—1905) и США (1899), в России (1907). В 1902 г. дебютировал как дирижёр исполнением своей увертюры Зриньи с Венским симфоническим оркестром. В 1905—1915 гг. преподавал фортепиано в Высшей школе музыки (с 1908 профессор) в Берлине. В 1919 г., во время Венгерской советской республики, был директором Высшей школы музыкального искусства им. Листа в Будапеште, в 1919—1944 гг. — дирижёр Будапештского филармонического оркестра. В 1921—1927 гг. гастролировал в Европе и США в качестве пианиста и дирижёра, в том числе в авторских концертах; был главным дирижёром симфонического оркестра штата Нью-Йорк и приглашённым дирижёром оркестра Консертгебау (Амстердам). В 1928 г. дал свой 1500-й концерт.
С 1928 г. преподавал в Музыкальной академии Ференца Листа в Будапеште, в 1934—1943 — её директор. В 1933 г. организовал первый Международный фортепианный конкурс Ференца Листа. В 1931—1944 гг. — музыкальный директор Венгерского радио; в 1943 г. создал симфонический оркестр Венгерского радио. Отказался сотрудничать с режимом Миклоша Хорти (1921—1939) и критиковал его за связи с фашизмом.  По свидетельству Золтана Кодаи, он спас сотни еврейских музыкантов от ареста и депортации. В 1944 г. в связи с арестом его сына Ханса, вовлечённого в заговор 20 июля, и будучи несогласным с изгнанием лиц еврейской национальности из музыкальной академии и оркестра, был лишён всех постов.
24 ноября 1944 г. покинул Венгрию с Илоной Захар (ставшей впоследствии его женой) и её двумя детьми от предыдущего брака; после кратковременного пребывания в Вене обосновался в Нойкирхене-на-Вальде (Верхняя Австрия). В июле 1945 г. был приглашён американской военной администрацией дирижировать Брукнеровским оркестром в Линце и затем получил ангажемент на Зальцбургский фестиваль 1945 года, который, впрочем, был отменён в августе по политическим мотивам. 1 октября 1945 г. в радиосообщении BBC World Service был обвинён в том, что содействовал передаче гестапо венгерских артистов. Несмотря на сообщение министра юстиции Венгрии об отсутствии Э. Донаньи в списке военных преступников, представители американской военной администрации не смогли предоставить ему защиту от обвинений «из-за его антирусской тенденции». В 1946 г. венгерское правительство официально внесло его в список преступников по причине его членства в венгерском сенате и потребовало от американской администрации его экстрадиции. В этом же году он узнал о гибели своих сыновей. В 1948 г. выехал в Аргентину. С 1949 жил в США и получил гражданство этой страны в 1955, чему предшествовало тщательное расследование его деятельности во время мировой войны, признавшее все обвинения против него несостоятельными . Он был назначен профессором композиции музыкальной школы Флоридского государственного университета в Таллахасси. Умер в Нью-Йорке, когда записывал свой 2-й фортепианный концерт для лейбла Everest.
Среди его учеников в разные годы преподавания — Геза Анда, Анни Фишер, Андор Фёльдеш, Борис Голдовский, Эдвард Киленьи, Георг Шолти, Ласло Халас, Дьёрдь Цифра, Эрнё Сегеди (венг. Ernö Szegedi), Кристоф Донаньи (внук), Балинт Важоньи.
Донаньи остался известен также как автор сборника упражнений для развития фортепианной техники «Важнейшие упражнения для пальцев».

### Семья
Отец — Фредерик фон Донаньи (нем. Frederick von Dohnányi, венг. Dohnányi Frigyes; 1843—1909), профессор математики и физики Королевской католической гимназии.
жена — Элизабет (Эльза) Кунвальд, пианистка;
- сын — Ханс (1902—1945), юрист, антифашист; казнён в Заксенхаузене;
  - внук — Кристоф (р. 1929), дирижёр;
  - внук — Клаус (р. 1928), политик;
- дочь — Грета (1903 —1992), замужем за химиком Карлом Фридрихом Бонхёффером.

жена (в 1919—1949) — Эльза Галафре (в 1910—1914 была замужем за Брониславом Губерманом, скрипачом), певица;
- сын — Мэтью (1917—1944/45), капитан венгерской армии; умер от тифа в советском плену[6].

жена (с 1949) — Илона Захар (венг. Ilona Záchar; 1909—1988).

### Здоровье
В 1934 г. перенёс тромбоз, из-за которого пробыл в постели несколько месяцев. В 1937 г. был госпитализирован на две недели в Гармиш-Партенкирхене после девяти ежедневных концертов. В 1940 г. последовал второй тромбоз (трёхмесячная госпитализация), в 1943 г. — третий. «Благоприятным» побочным эффектом болезней были творческие успехи: во время первого тромбоза он написал Секстет до мажор, во время второго — кантату Cantus vitae; в 1943 г. — Suite en valse.

## Творчество
В исполнительской деятельности Донаньи уделял большое внимание пропаганде музыки венгерских композиторов, в частности, Белы Бартока и Золтана Кодая; считался выдающимся интерпретатором Бетховена, Брамса, Шуберта и Листа.
Первое сочинение (Gebet, W001) написал в 7 лет; первое публичное исполнение его произведения — Мессы (W149) — состоялось 8 июня 1892 г. силами оркестра и хора Пожоньской гимназии под управлением отца, Э.Донаньи исполнял партию органа. В творчестве был последователем поздней романтической традиции, особенно И.Брамса. В ряде его произведений нашли отражение элементы венгерской народной музыки, особенно в фортепианной сюите «Сельский праздник в Венгрии» («Ruralia hungarica», op. 32, 1926; части из неё позднее были оркестрованы).
Написал автобиографическое произведение «Послание потомкам» («Message to Posterity», ред. M. P. Парментер, 1960; со списком сочинений).

### Избранные сочинения
оперы
- Тётушка Симона (Tante Simons; комическая; 1913), поставлена в Дрездене
- Замок воеводы (A Vajda Tornya, 1922), поставлена в Будапештском театре оперы
- Тенор (Der Tenor, 1929), поставлена в Берлине
- Священный огонь (1934), поставлена в Будапештском театре оперы

балеты
- Покрывало Пьеретты (Der Schleier der Pierrette; пантомима; 1910), поставлен в Дрездене
- Пять преимуществ жизни (1943), поставлен в США
- Портрет балерины (1952), поставлен в США

симфонические
- три симфонии (1896, 1901, 1944),
- увертюра Зриньи (1896)

концерты с оркестром
- два для фортепиано (1898, 1947)
- "Вариации на тему детской песни", Op. 25, для фортепиано с оркестром (1914)
- два для скрипки (1915, 1950)

камерная музыка
- соната для виолончели и фортепиано (1898)
- струнное трио
- три струнных квартета
- два фортепианных квинтета
- секстет для духовых, струнных и фортепиано

для фортепиано
- рапсодии, вариации, пьесы

для голоса
- 3 хора, кантата, месса, Stabat Mater
- романсы, песни
- обработки народных песен.

Постановки на музыку композитора
1955 — «Баллада», балетмейстер Татьяна Гзовская, Берлинский балет (Зап. Берлин)

### Дискография
Перечень записей выступлений Эрнё Донаньи в качестве пианиста и дирижёра, а также исполнений его произведений другими музыкантами представлен на сайте Венгерской академии наук.

## Награды и признание
- 2-я Королевская премия (1897) — за Симфонию фа мажор[4][2]
- 4-я Королевская премия (1897) — за увертюру Зриньи[2]
- приз (рояль) фирмы Bösendorfer (1899) — за 1-й фортепианный концерт[4][6]
- почётный доктор Венгерского университета в Сегеде (1922)
- премия 50 000 пенгё от правительства Венгрии (1927) — к 50-летию Э.Донаньи
- почётный член Королевской академии (Лондон, 1928)
- премия 10 000 пенгё от правительства Венгрии (1930) — за мессу in dedicatione ecclesiae
- цепь Корвин (венг. Magyar Corvin-lánc; 1931)
- офицер ордена Почётного легиона (1936)
- почётный член верхней палаты венгерского Сената(1937)[5]
- Орден Заслуг германского орла 3-го класса (25 ноября 1940)[16]

## Интересные факты
Первый фортепианный концерт Э.Донаньи может исполняться только на рояле с диапазоном более 8 полных октав (в частности, рояль Imperial Bösendorfer).
В 1897 г. при определении лауреатов Королевских премий в ознаменование 1000-летия Венгрии 1-я премия не была присуждена, 2-ю и 4-ю получил Э.Донаньи; за свой Струнный секстет Э.Донаньи получил только поощрительную премию, потому что, как говорят, комитет отказался присуждать три премии одному композитору.
В 1897 г. по прошествии пяти недель занятий с Э.Донаньи Эжен д’Альбер заметил: «Теперь Вы можете продолжать сами. Я научил Вас всему, что могу».

## Память
С 1989 г. имя Э.Донаньи носит симфонический оркестр Будафока (основан в 1970 г. как молодёжный оркестр; с 1993 г. — профессиональный симфонический оркестр).
Биография Э.Донаньи была опубликована его вдовой Илоной Донаньи (на английском языке).